# کت رمبو
کت رمبو (انگلیسی: Cat Rambo؛ زادهٔ ۱۴ نوامبر ۱۹۶۳) نویسنده داستان‌های علمی-تخیلی و فانتزی و ویراستار اهل ایالات متحده آمریکا است.